# Knickbauchen
Das Knickbauchen ist ein Zugdruckumformen nach DIN 8584, bei dem längliche Hohlkörper geringer Wanddicke auf einem Längenabschnitt durch in der Längsachse angewendete Druckkräfte an ihrem tangentialen Umfang in Form einer konvexen (Ausbauchen) oder konkaven (Einhalsen) Bauchform aufgeweitet bzw. eingeschnürt werden.

## Verwendung
Das Verfahren kann grundsätzlich bei dünnwandigen, länglichen Hohlkörpern wie Profilen, Blechgehäusen angewendet werden. Die hauptsächliche Anwendung liegt aber in der Weiterverarbeitung von Rohren. Voraussetzung sind Werkstücke aus einem gut plastisch verformbaren Werkstoff.
 Wegen der sehr einfachen Verformung sind die erforderlichen Werkzeugmaschinen oder Vorrichtungen für das Knickbauchen vergleichsweise einfach, kostengünstig und flexibel einsetzbar. Die alternative Fertigungstechnik, die Herstellung der Aufweitung oder Einschnürung schon bei der Herstellung des Ausgangsmaterials für das Knickbauchen, wäre ungleich aufwändiger und unflexibler.

## Unterscheidung
Die Unterscheidung erfolgt nach tangentialer Richtung der Verformung in:

### Aufweitendes Knickbauchen oder Ausbauchen
Beim Aufweiten wird der Hohlkörper durch einen zur Ausgangsform passenden Innenstempel stabilisiert und dann in Längsrichtung gestaucht. Dadurch kann das sich plastisch verformende Wandmaterial nur noch tangential nach außen verformen und es entsteht ein Bauch am Werkstückumfang.

### Einschnürendes Knickbauchen oder Einhalsen
Beim Einschnüren wird der Hohlkörper durch eine zur Außenform passenden Halterung stabilisiert und dann in Längsrichtung gestaucht. Dadurch kann das sich plastisch verformende Wandmaterial nur noch tangential nach innen verformen und es entsteht ein Bauch an der inneren Werkstückfläche.